# Stowarzyszenie Naukowe Trzeciego Września
Stowarzyszenie Naukowe Trzeciego Września (chiń. upr. 九三學社; chiń. trad. 九三学社; pinyin Jǐusān Xuéshè) – jedna z tzw. partii demokratycznych działających w ChRL.
Stowarzyszenie zostało założone przez grupę intelektualistów w 1946. Nazwą nawiązuje do 3 września 1945 – dnia zakończenia wojny.
W 2017 roku partia liczyła ponad 167 tysięcy członków. Skupia naukowców, inteligencję oraz ludzi związanych z nauką, kulturą i technologią.